# Olympische Sommerspiele 1992/Moderner Fünfkampf
Bei den XXV. Olympischen Sommerspielen 1992 in Barcelona fanden zwei Wettbewerbe im Modernen Fünfkampf statt. Erstmals wurde beim Schießen eine Luftpistole verwendet anstatt wie bisher üblich eine Schnellfeuerpistole.

## Medaillenspiegel
| Platz | Land           | Gold | Silber | Bronze | Gesamt |
| ----- | -------------- | ---- | ------ | ------ | ------ |
| 1     | Polen          | 2    | –      | –      | 2      |
| 2     | Vereintes Team | –    | 1      | 1      | 2      |
| 3     | Ungarn         | –    | 1      | –      | 1      |
| 4     | Italien        | –    | –      | 1      | 1      |

## Zeitplan
| Datum    | Sportart                | Wettkampfstätte                      |
| -------- | ----------------------- | ------------------------------------ |
| 26. Juli | Degenfechten            | Palau de la Metal·lúrgia             |
| 27. Juli | 300 m Freistilschwimmen | Piscines Bernat Picornell            |
| 27. Juli | Luftpistolenschießen    | Camp de Tir Olímpic de Mollet        |
| 28. Juli | 4000 m Crosslauf        | Complex Esportiu Municipal Pau Negre |
| 29. Juli | Springreiten            | Real Club de Polo de Barcelona       |

## Ergebnisse

### Einzel
| Platz | Land | Sportler              | Punkte |
| ----- | ---- | --------------------- | ------ |
| 1     | POL  | Arkadiusz Skrzypaszek | 5559   |
| 2     | HUN  | Attila Mizsér         | 5446   |
| 3     | EUN  | Eduard Senowka        | 5361   |
| 4     | EUN  | Anatoli Starostin     | 5347   |
| 5     | ITA  | Roberto Bomprezzi     | 5326   |
| 6     | SWE  | Håkan Norebrink       | 5321   |
| 7     | ROM  | Marian Gheorghe       | 5293   |
| 8     | GBR  | Graham Brookhouse     | 5292   |
| 9     | USA  | Michael Gostigian     | 5275   |
| 10    | POL  | Dariusz Goździak      | 5254   |
|       |      |                       |        |
| 16    | SUI  | Peter Steinmann       | 5232   |
| 22    | GER  | Dirk Knappheide       | 5195   |
| 45    | GER  | Ulrich Czermak        | 4893   |
| 49    | GER  | Pawel Olschewski      | 4843   |

Datum: 26. bis 29. Juli 1992

66 Teilnehmer aus 30 Ländern

### Mannschaft
| Platz | Land | Sportler                                                         | Punkte |
| ----- | ---- | ---------------------------------------------------------------- | ------ |
| 1     | POL  | Dariusz Goździak, Maciej Czyżowicz, Arkadiusz Skrzypaszek        | 16.018 |
| 2     | EUN  | Eduard Senowka, Anatoli Starostin, Dmitri Swatkowski             | 15.924 |
| 3     | ITA  | Roberto Bomprezzi, Carlo Massullo, Gianluca Tiberti              | 15.760 |
| 4     | USA  | Michael Gostigian, James Haley, Rob Stull                        | 15.649 |
| 5     | HUN  | László Fábián, Attila Kálnoki Kis, Attila Mizsér                 | 15.571 |
| 6     | GBR  | Graham Brookhouse, Dominic Mahony, Richard Phelps                | 15.571 |
| 7     | FRA  | Joël Bouzou, Sébastien Deleigne, Christophe Ruer                 | 15.441 |
| 8     | SWE  | Per-Olov Danielsson, Håkan Norebrink, Per Nyqvist                | 15.428 |
| 9     | TCH  | Petr Blažek, Tomáš Fleissner, Jiří Prokopius                     | 15.002 |
| 10    | MEX  | Alberto Félix, Iván Ortega, Alejandro Yrizar                     | 14.934 |
| 11    | GER  | Ulrich Czermak, Dirk Knappheide, Pawel Olschewski                | 14.931 |
| 12    | ESP  | Jesús Centeno, Leopoldo Centeno, Carles Lerín                    | 14.860 |
| 13    | KOR  | Kim In-ho, Kim Myung-kun, Lee Young-chan                         | 14.716 |
| 14    | EGY  | Mohamed Abdou El-Souad, Moustafa Adam, Sherif El-Erian           | 14.517 |
| 15    | LTU  | Vladimiras Močialovas, Tomas Narkus, Gintaras Staškevičius       | 14.320 |
| 16    | AUS  | Colin Hamilton, Gavin Lackey, Alex Watson                        | 13.984 |
| 17    | LAT  | Staņislavs Dobrotvorskis, Vjačeslavs Duhanovs, Kirils Medjancevs | 13.753 |

Datum: 26. bis 29. Juli 1992

51 Teilnehmer aus 17 Ländern, alle Teams in der Wertung